# Frances Ashcroft
Frances Mary Ashcroft, née en 1952, est une généticienne britannique et physiologiste des canaux ioniques .

## Biographie
Après ses études à la Talbot Heath School, Frances Ashcroft obtient une licence en sciences naturelles. En 1978, elle achève son doctorat en zoologie en 1978 à l'université de Cambridge avec une thèse intitulée Calcium electrogenesis in insect muscle. Elle effectue ses recherches post-doctorales en physiologie à l'université de Leicester et à l'université de Californie à Los Angeles. Elle dirige ses recherches au laboratoire de physiologie à l'université d'Oxford où elle dirige l'Oxford Centre for Gene Function et travaille également au Trinity College d'Oxford. Elle dirige également OXION, un programme de recherche sur les canaux ioniques géré par la fondation Wellcome Trust. Elle effectue ses recherches sur les canaux potassiques sensibles à l'ATP et leur rôle dans la sécrétion de l'insuline. Elle est connue également pour ses travaux sur le diabète de type 2 et le diabète néonatal. Ses travaux avec Andrew Hattersley ont aidé les enfants nés avec du diabète à passer à un traitement par injections d'insuline à un traitement par comprimé. 

## Récompenses et honneurs
- 1999: Membre de la Royal Society[6]
- 2003 : Doctorat honoris causa par l'Open University.
- 2007: 
  - Docteur en sciences de l'université de Leicester[2]
  - Prix Walter Bradford Cannon de la société américaine de physiologie[7]
- 2012: Prix L'Oréal-Unesco pour les femmes et la science pour ses contributions à la compréhension de la sécrétion d’insuline et du diabète chez le nouveau-né[8].
- 2013: Croonian Lecture sur l'invitation de la Royal Society[9]
- 2015: Dame commandeur de l'ordre de l'Empire britannique[10]

## Publication selective
- Ion Channels and Disease: Channelopathies on channelopathic disease, 1999, Academic Press,
- Life at the Extremes: The Science of Survival, 2000, Harper Collins
- The Spark of Life: Electricity in the Human Body, 2012, W. W. Norton and Company
- Ashcroft, Frances M., Donna E. Harrison, and Stephen JH Ashcroft. "Glucose induces closure of single potassium channels in isolated rat pancreatic β-cells." Nature 312.5993 (1984): 446-448.
- Ashcroft, Frances M. "Adenosine 5'-triphosphate-sensitive potassium channels." Annual review of neuroscience 11.1 (1988): 97-118.
- Ashcroft, Frances M., and Patrik Rorsman. "Electrophysiology of the pancreatic β-cell." Progress in biophysics and molecular biology 54.2 (1989): 87-143.
- Gerken, Thomas, et al. "The obesity-associated FTO gene encodes a 2-oxoglutarate-dependent nucleic acid demethylase." Science 318.5855 (2007): 1469-1472.
- Gloyn, Anna L., et al. "Activating mutations in the gene encoding the ATP-sensitive potassium-channel subunit Kir6. 2 and permanent neonatal diabetes." New England Journal of Medicine 350.18 (2004): 1838-1849.
- Tucker, Stephen J., et al. "Truncation of Kir6. 2 produces ATP-sensitive Kþ channels in the absence of the sulphonylurea receptor." Nature 387 (1997): 179-183.
- Kuo, Anling, et al. "Crystal structure of the potassium channel KirBac1. 1 in the closed state." Science 300.5627 (2003): 1922-1926.
- Ashcroft, Stephen JH, and Frances M. Ashcroft. "Properties and functions of ATP-sensitive K-channels." Cellular signalling 2.3 (1990): 197-214.
- Pearson, Ewan R., et al. "Switching from insulin to oral sulfonylureas in patients with diabetes due to Kir6. 2 mutations." New England Journal of Medicine 355.5 (2006): 467-477.
- Miki, Takashi, et al. "ATP-sensitive K+ channels in the hypothalamus are essential for the maintenance of glucose homeostasis.", Nature Neuroscience 4.5 (2001): 507-512.